# Охарам

Малаяли акшарамал

Охарам (малаял. ഒകാരം) — ഒ, одиннадцатая буква алфавита малаялам, обозначает короткий огубленный гласный заднего ряда средне-верхнего подъёма. Внутри слова отображается с помощью двух внутристрочных диакритических знаков пулли и эляпилля, окружающих слог: ക + ഒ = കൊ. В XIX веке буква могла использоваться и для обозначения долгого гласного, но некоторые авторы предпочитали выделять начальную долгую гласную в слове с помощью эляпилля ഓ, а в середине слова использовать ോ, что стало стандартом в современном языке. Кроме того, охарам используется в качестве вопросительного знака, но при этом она тоже распадается на те же два знака, окружающие вопрос.